# Renata Gąsiorowska
Renata Gąsiorowska (ur. 21 lutego 1991 w Vincennes) – animatorka, reżyserka i autorka komiksów. Znana przede wszystkim jako reżyserka filmu Cipka, za który otrzymała wiele nagród.

## Wykształcenie
W 2010 roku ukończyła Państwową Ogólnokształcącą Szkołę Sztuk Pięknych w Krakowie. W 2017 roku ukończyła kierunek "Film animowany i Efekty specjalne" w Państwowej Wyższej Szkole Filmowej, Telewizyjnej i Teatralnej im. Leona Schillera w Łodzi.

## Filmografia
2011 – Pułapki
2012 – Łukasz i Lotta
2013 – Niezwykła noc
2016 – Cipka
2020 – W domu (Dom w skorupce)

## Nagrody

### Cipka(wybrane)
- 2016: Los Angeles (AFI FEST) – Wielka Nagroda Jury dla krótkiej animacji[3][4]
- 2017: Austin (SXSW Film Festival) – Wyróżnienie Specjalne Jury[5][6][7]
- 2017: Trzeboń (Międzynarodowy Festiwal Filmów Animowanych "AniFilm") – Nagroda dla najlepszej animacji studenckiej[8][9][10]
- 2017: Zagrzeb (Światowy Festiwal Filmów Animowanych "AnimaFest") – Nagroda dla najlepszej animacji studenckiej[11][12][13]
- 2017: Madryt (Międzynarodowym Festiwalu LGTB "LesGaiCineMad") – Nagroda dla najlepszej animacji[14][15][16]
- 2017: Recife (Janela Internacional de Cinema do Recife) – Nagroda za zdjęcia w konkursie filmów krótkometrażowych
- 2017: Poitiers (Festival International des Ecoles de Cinema) – Wyróżnienie Specjalne Jury[17][18][19][20]
- 2017: Poitiers (Festival International des Ecoles de Cinema) – Nagroda "La Fabrique a Histoires"[17][18][19][20] Osobny artykuł: Cipka (film).

### Łukasz i Lotta
- 2016: III nagroda na Festiwalu Filmów Animowanych ANIMOCJE[21]